# Mette Schjoldager
Mette Schjoldager (n. 21 aprilie 1977, Viby⁠(d), Århus Amt, Danemarca) este o jucătoare de badminton ce a reprezentat Danemarca, medaliată olimpică. A participat la 2 ediții ale Jocurilor Olimpice (2000, 2004) în care a câștigat o medalie de bronz.